# Club Luján
Club Luján – argentyński klub piłkarski z siedzibą w mieście Luján leżącym w prowincji Buenos Aires.

## Osiągnięcia
- Mistrz czwartej ligi Primera de Aficionados (2): 1963, 1973
- Mistrz ligi prowincjonalnej Liga Lujanense: 1946 (jeszcze pod starą nazwą River Plate)

## Historia
Klub został założony 1 kwietnia 1936 roku pod nazwą Club River Plate. Obecna nazwa Club Luján obowiązuje od roku 1947. Klub gra obecnie w czwartej lidze argentyńskiej Primera C Metropolitana.